# Barbara Wagner
Barbara Aileen Wagner (Toronto, 5 maggio 1938) è un'ex pattinatrice artistica su ghiaccio canadese.

## Palmarès
Con Robert Paul
| Internazionali               | Internazionali | Internazionali | Internazionali | Internazionali | Internazionali | Internazionali |
| Evento                       | 1955           | 1956           | 1957           | 1958           | 1959           | 1960           |
| ---------------------------- | -------------- | -------------- | -------------- | -------------- | -------------- | -------------- |
| Giochi olimpici invernali    |                | 6°             |                |                |                | 1°             |
| Campionati mondiali          | 5°             | 5°             | 1°             | 1°             | 1°             | 1°             |
| North American Championships | 3°             |                | 1°             |                | 1°             |                |
| Nazionali                    |                |                |                |                |                |                |
| Campionati canadesi          | 2°             | 1°             | 1°             | 1°             | 1°             | 1°             |